# アル・ファルーク・アミヌ
アル＝ファルーク・アジャディ・アミヌ（Al-Farouq Ajadi Aminu, 1990年9月21日 - ）は、アメリカ合衆国・ジョージア州アトランタ出身のプロバスケットボール選手。現役時代のポジションはスモールフォワードまたはパワーフォワード。元ナイジェリア代表。

## 学生時代
2005年、アミヌは高校を転校したため、2年次に公式戦でプレーすることができなかった。翌シーズンアミヌは1試合平均13.7得点、9.5リバウンドをあげて、ガニ・ラワルと共にチームを引っ張り、30勝3敗の成績をあげて全米12位に高校をランクさせた。さらに翌年は平均23.1得点、11.2リバウンドをあげて、チームは29勝2敗、全米6位にランクされた。アミヌは、ミルウォーキーのBMOハリス・ブラッドリー・センターで行われたマクドナルド・オール・アメリカンゲームに出場、その後ジュニアアメリカ代表に選ばれたアミヌはナイキ・フープ・サミットで世界選抜と対戦、ジョーダン・クラシック・ゲームでは13得点12リバウンドの活躍を見せた。
2008年、アミヌは全米の各大学から注目を浴びる存在になった。Rivals.comは7位に、Scout.comは13位にアミヌを評価した。
高校卒業後ウェイクフォレスト大学に進学し、1年生時に10回ダブル・ダブルを記録、1年生選手として得点ではカンファレンス2位の13.0得点、リバウンドでは1年生トップ、カンファレンスでも6位となる1試合あたり8.3リバウンドをマークし、ACCのオールフレッシュマンチームに選出された。この年アミヌは週間最優秀フレッシュマンに5度選ばれたが、これはウェイクフォレスト大学の選手としてはロドニー・ロジャース、クリス・ポールに並ぶタイ記録であった。2年次には同大学選手としては1997年にティム・ダンカンが記録して以来となる20リバウンドをあげた試合もあった。シーズン終了後、2010年のNBAドラフトにアーリーエントリーを表明した。

## NBAキャリア

### ロサンゼルス・クリッパーズ
2010年のNBAドラフトにて1巡目全体8位でロサンゼルス・クリッパーズから指名された。

### ニューオーリンズ・ホーネッツ / ペリカンズ

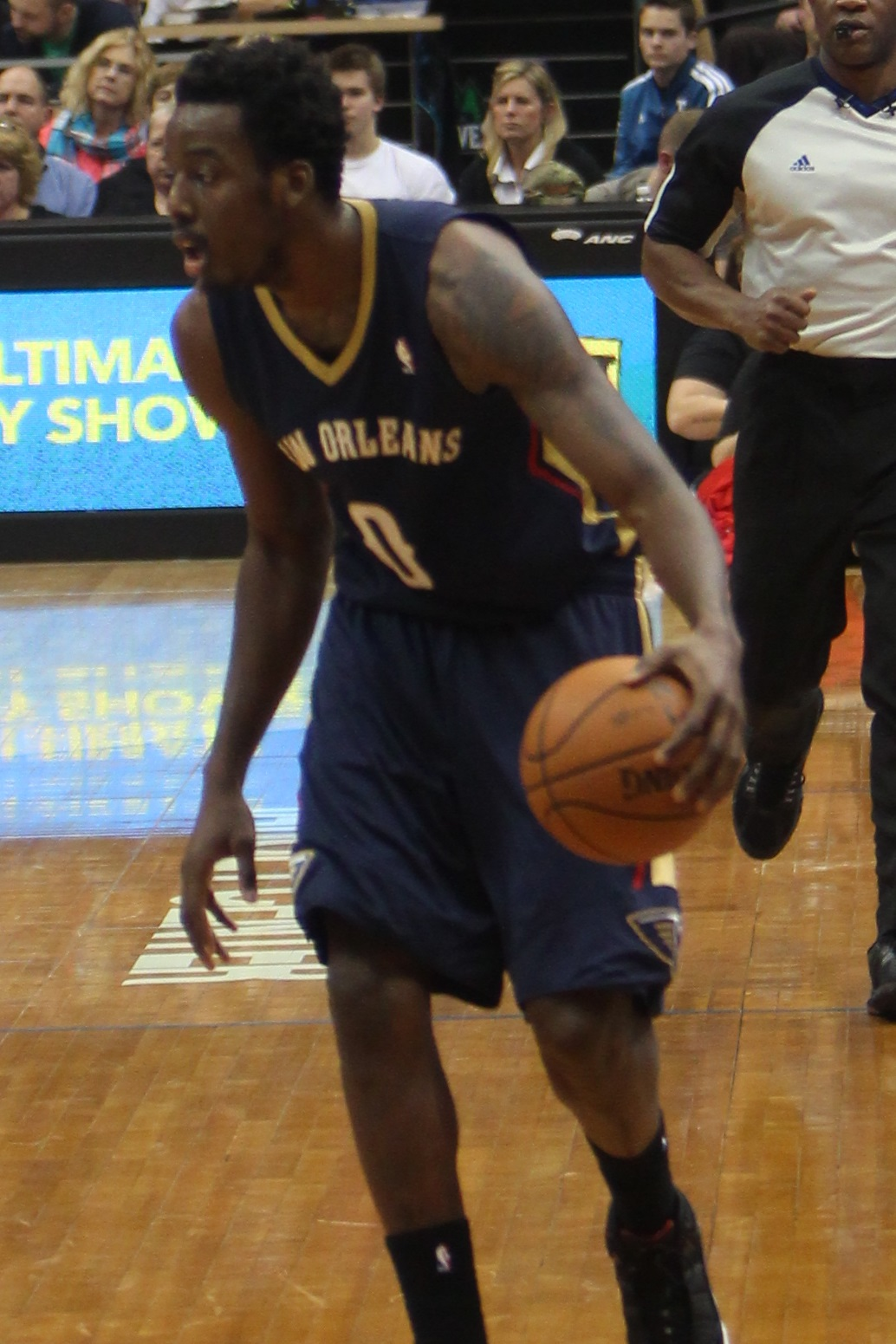
ニューオーリンズ・ペリカンズでのアミヌ（2014年）

2011年12月14日にクリス・ポール、将来の2つのドラフト2巡目指名権とのトレードで、クリス・ケイマン、エリック・ゴードン、2012年のドラフト1巡目指名権と共にニューオーリンズ・ホーネッツへ移籍した。

### ダラス・マーベリックス
2014年6月29日にダラス・マーベリックスと契約を結んだ。2015年2月20日のヒューストン・ロケッツ戦でシーズンハイとなる17得点、12リバウンドを記録した。

### ポートランド・トレイルブレイザーズ
2015年7月1日、ポートランド・トレイルブレイザーズと4年3000万ドルで契約した。
移籍1年目となった2015-2016年シーズンでは全試合スターターとして出場し、プレーオフ1回戦のクリッパーズ戦では30得点10リバウンドを記録するなどブレイザーズ躍進に大きく貢献し、自己最高の成績を残した。
2016-2017年シーズンはベンチからのプレーが増え前年より3ポイント成功率が大きく下がり、前年を下回る成績となった。2017年2月9日のボストン・セルティックス戦ではキャリアハイの26得点をマークした。

### オーランド・マジック
2019年7月6日に、オーランド・マジックと契約した。2019年12月1日、オーランドマジックは、アミヌが右膝の半月板損傷を患い、無期限休場することを発表した。

### シカゴ・ブルズ
2021年3月25日、ニコラ・ブーチェビッチと共に、ウェンデル・カーター・ジュニア、オット・ポーター、および2つの将来の第1ラウンドのピックと引き換えにシカゴ・ブルズにトレードされた。
2021年8月11日、デマー・デローザンのサイン・アンド・トレードの一環として、サディアス・ヤングとドラフトピックと共にサンアントニオ・スパーズに放出され、10月18日に契約解除された。
2021年12月25日にボストン・セルティックスと10日間契約を結んだが、試合出場の機会はなかった。

## 個人成績

### NBA

#### レギュラーシーズン
| シーズン | チーム   | GP  | GS  | MPG  | FG%  | 3P%  | FT%  | RPG | APG | SPG | BPG | PPG  |
| -------- | -------- | --- | --- | ---- | ---- | ---- | ---- | --- | --- | --- | --- | ---- |
| 2010–11  | LAC      | 81  | 14  | 17.9 | .394 | .315 | .773 | 3.3 | .7  | .7  | .3  | 5.6  |
| 2011–12  | NOH/ NOP | 66* | 21  | 22.4 | .411 | .277 | .754 | 4.7 | 1.0 | .9  | .5  | 6.0  |
| 2012–13  | NOH/ NOP | 76  | 71  | 27.2 | .475 | .211 | .737 | 7.7 | 1.4 | 1.2 | .7  | 7.3  |
| 2013–14  | NOH/ NOP | 80  | 65  | 25.6 | .474 | .271 | .664 | 6.2 | 1.4 | 1.0 | .5  | 7.2  |
| 2014–15  | DAL      | 74  | 3   | 18.5 | .412 | .274 | .712 | 4.6 | .8  | .9  | .8  | 5.6  |
| 2015–16  | POR      | 82* | 82* | 28.5 | .416 | .361 | .737 | 6.1 | 1.7 | .9  | .6  | 10.2 |
| 2016–17  | POR      | 61  | 25  | 29.1 | .392 | .329 | .706 | 7.4 | 1.6 | 1.0 | .7  | 8.7  |
| 2017–18  | POR      | 69  | 67  | 30.0 | .395 | .369 | .738 | 7.6 | 1.2 | 1.1 | .6  | 9.3  |
| 2018–19  | POR      | 81  | 81  | 28.3 | .433 | .343 | .867 | 7.5 | 1.3 | .8  | .4  | 9.4  |
| 2019–20  | ORL      | 18  | 2   | 21.1 | .291 | .250 | .655 | 4.8 | 1.2 | 1.0 | .4  | 4.3  |
| 2020–21  | ORL      | 17  | 14  | 21.6 | .404 | .226 | .824 | 5.4 | 1.7 | 1.0 | .5  | 5.5  |
| 2020–21  | CHI      | 6   | 0   | 11.2 | .200 | .167 | .800 | 3.2 | .3  | .3  | .0  | 1.5  |
| 通算     | 通算     | 711 | 445 | 24.9 | .420 | .332 | .746 | 6.0 | 1.2 | 1.0 | .6  | 7.5  |

- 2011-2012シーズンは66試合で打ち切り

#### プレーオフ
| シーズン | チーム | GP | GS | MPG  | FG%  | 3P%  | FT%   | RPG | APG | SPG | BPG | PPG  |
| -------- | ------ | -- | -- | ---- | ---- | ---- | ----- | --- | --- | --- | --- | ---- |
| 2015     | DAL    | 5  | 2  | 30.0 | .548 | .636 | .789  | 7.2 | 1.2 | 2.0 | 1.6 | 11.2 |
| 2016     | POR    | 11 | 11 | 33.8 | .438 | .400 | .724  | 8.6 | 1.8 | .7  | .9  | 14.6 |
| 2017     | POR    | 4  | 0  | 28.2 | .459 | .412 | .636  | 6.6 | 1.0 | .7  | 1.0 | 12.0 |
| 2018     | POR    | 4  | 4  | 32.8 | .519 | .433 | 1.000 | 9.0 | 1.3 | 1.0 | .5  | 17.3 |
| 2019     | POR    | 16 | 16 | 24.9 | .349 | .294 | .750  | 6.3 | 1.3 | .6  | .6  | 7.4  |
| 通算     | 通算   | 40 | 33 | 29.1 | .434 | .391 | .742  | 7.3 | 1.4 | .9  | .9  | 11.3 |

### カレッジ
| シーズン | チーム             | GP | GS | MPG  | FG%  | 3P%  | FT%  | RPG  | APG | SPG | BPG | PPG  |
| -------- | ------------------ | -- | -- | ---- | ---- | ---- | ---- | ---- | --- | --- | --- | ---- |
| 2008–09  | ウェイクフォレスト | 31 | 30 | 29.0 | .516 | .179 | .671 | 8.2  | 1.5 | 1.0 | 1.2 | 12.9 |
| 2009–10  | ウェイクフォレスト | 31 | 30 | 31.3 | .447 | .273 | .698 | 10.7 | 1.3 | 1.4 | 1.4 | 15.8 |
| 通算     | 通算               | 62 | 60 | 30.1 | .476 | .238 | .687 | 9.4  | 1.4 | 1.2 | 1.3 | 14.4 |

## プレースタイル
長いウィングスパンとフィジカルを備えた好ディフェンダーで、細身の体格ながら大柄な選手とのマッチアップも多く任されている。
ブレイザーズ移籍後は3ポイントの試投回数が増加し2015-2016年シーズンには前年を大きく上回る128本を成功させた。

## 代表歴
ナイジェリア代表として2012年ロンドンオリンピック、2013年アフロバスケット、2015年アフロバスケット、2019年FIBAワールドカップに出場。

## その他
2007年3月、女性に対して車からBBガンを撃って怪我を負わせ逮捕された。初犯であったアミヌは執行猶予つき、社会奉仕120時間を命じられた。